# Krásná Lípa (Křimov)
Krásná Lípa (německy Schönlind) je malá vesnice v Krušných horách v okrese Chomutov. Nachází se pět kilometrů severozápadně od Chomutova v nadmořské výšce okolo 595 metrů. Byla založena ve třináctém století a většinu své existence patřila k chomutovskému panství. Po zrušení poddanství se stala samostatnou obcí, ale od roku 1960 je částí obce Křimov. V roce 2011 v Krásné Lípě žilo 101 obyvatel.

## Název
V historických pramenech se jméno vesnice vyskytuje ve tvarech: Schoenlynden (1359), in Schonelinde (1363), Ssenlinden (1571), na Šinlindě (1603), Ssenlind (1606), na Šenlindu (1615), Gut Schönlinde (1787), Schönlinde (1846) a Schönlind (1854).

## Historie

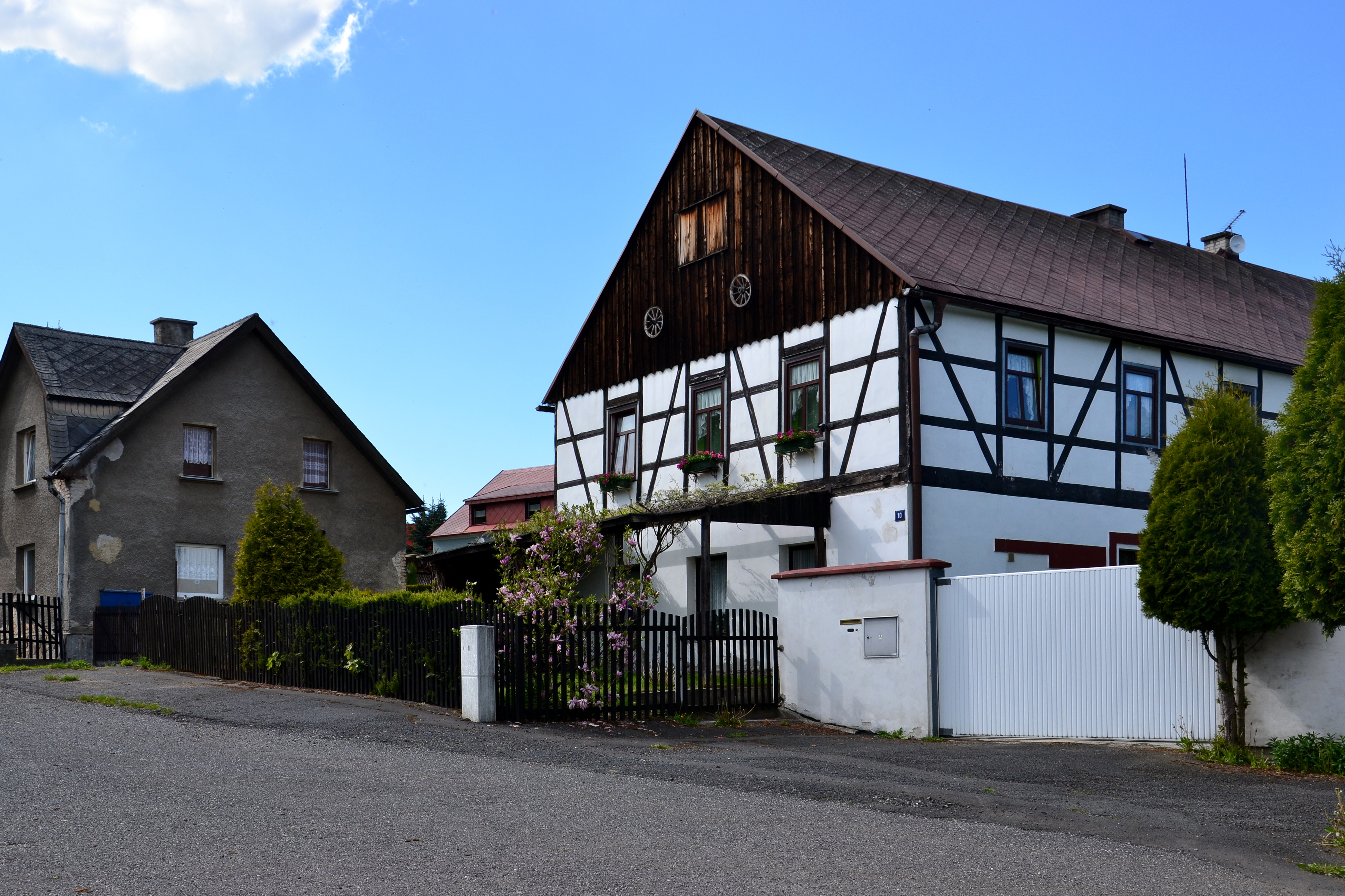
Hrázděná usedlost čp. 10

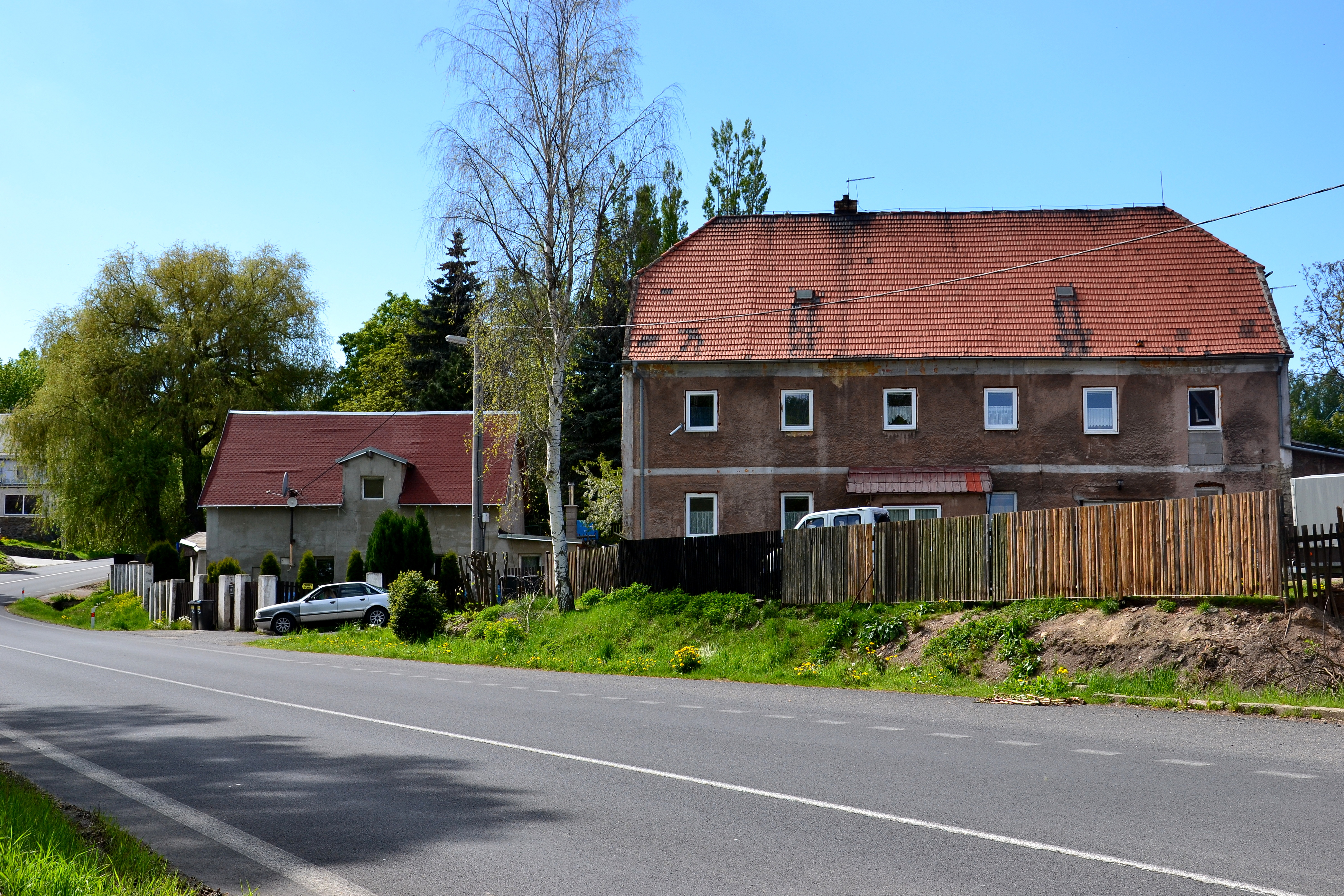
Usedlost čp. 15

Okolí vesnice bylo osídleno již v době bronzové, což dokládají nálezy keramických střepů z období knovízské kultury v okolí vrchu Hůrka. Počátky vesnice jsou nejasné. Je však pravděpodobné, že byla součástí tzv. Křimovského újezdu, protože způsob založení byl stejný jako u ostatních vesnic, jejichž plužiny nevykazují nepravidelnosti způsobené pozdějším založením. Celá vesnice nebo její část se po jejím založení dostala do majetku pánů z Alamsdorfu.
První písemná zmínka o vesnici pochází z roku 1359 (někdy se uvádí také rok 1312), kdy bratři Hanuš a Huk z Alamsdorfu prodali mimo jiné platy z Krásné Lípy chomutovskému měšťanovi Hanku Plaubnerovi za 32 kop pražských grošů, který je někdy poté prodal řádu německých rytířů z chomutovské komendy. V řádových majetkových knihách se vesnice objevuje v letech 1382–1393. Alamsdorfům patřily platy ze tří usedlostí ještě v roce 1363, ale nejpozději v roce 1381 se Fricolt z Alamsdorfu zřekl za 420 kop grošů práv na Březenec se vším příslušenstvím ve prospěch řádu německých rytířů. Přestože jiné vesnice nejsou v listině uvedeny, je vzhledem k vysoké kupní částce pravděpodobné, že zmíněné příslušenství zahrnovalo i Krásnou Lípu. Vesnici spravoval rychtář, který sídlil na rychtě v Domině.
Od konce čtrnáctého století se celá vesnice stala součástí chomutovského panství. Když se Chomutov v roce 1605 vykoupil z poddanství, získal do svého vlastnictví jedenáct vesnic, ze kterých vytvořil městský statek spravovaný právě z Krásné Lípy. Ve vesnici tehdy žilo jedenáct poddaných. Po bitvě na Bílé hoře byl za účast na stavovském povstání městský majetek zabaven královskou komorou a v letech 1621–1627 dostali Krásnou Lípu do zástavy Jaroslav Bořita z Martinic a Jan ze Stahlu. Potom se však vesnice vrátila městu a u jeho panství zůstala až do zrušení poddanství. Třicetiletá válka vesnici pravděpodobně negativně zasáhla, ale podrobnější informace nejsou k dispozici. Podle Berní ruly z roku 1654 ve vsi stály dvě pusté usedlosti a žilo v ní osm sedláků a jeden chalupník, kteří dohromady vlastnili 22 potahů, 24 krav, 22 jalovic, tři prasata a dvacet koz. Obyvatelé poskytovali přípřeže formanům, kteří zdolávali příkré stoupání na úbočí Krušných hor, a jeden ze sedláků provozoval šenk. V roce 1748 je zmíněna kovárna.
Na konci devatenáctého století bylo v Krásné Lípě hlavním způsobem obživy pěstování brambor, ovsa a žita, ječmene a chov dobytka. Kromě toho zde fungovaly dvě hospody, obchod a pracovali tu truhlář, tesař a dva zedníci.

## Přírodní poměry
Krásná Lípa leží v Ústeckém kraji v katastrálním území Krásná Lípa u Křimova o rozloze 2,75 km² čtyři kilometry východně od Křimova a pět kilometrů severozápadně od Chomutova.
Geologické podloží je tvořené převážně prekambrickými dvojslídnými a biotitickými rulami. V jazykovitém výběžku katastrálního území na západním svahu vrchu Hraničná (517 m) v údolí Hačky se vyskytují také intruzivní horniny předvariského nebo neznámého stáří (např. dvojslídné a biotitické metagranity až metagranodiority a ortoruly). V geomorfologickém členění Česka oblast leží v geomorfologickém celku Krušné hory, podcelku Loučenská hornatina a okrsku Bolebořská vrchovina. Nejvyšším bodem je bezejmenná výšina (kóta 618 m) severně od vesnice, zatímco nejnižším bodem je dno hlubokého údolí Hačky. Samotná vesnice stojí ve výšce 590–625 metrů. Z půd převažují kambizemě, ale na úbočích údolí Hačky a k severovýchodu orientovaném svahu Bezručova údolí se vyskytují také podzoly. V celém území nejsou žádné větší vodní plochy a významnější vodní toky Chomutovka a Hačka tečou pouze podél hranic. Část krajiny severně od silnice z Chomutova do Křimova je součástí přírodního parku Bezručovo údolí. Údolní svahy nad Chomutovkou jsou zároveň chráněny jako přírodní památka Bezručovo údolí a východně od vesnice se na nachází přírodní památka Krásná Lípa, ve které roste koniklec otevřený a jiné zvláště chráněné druhy rostlin.

## Obyvatelstvo
Při sčítání lidu v roce 1921 zde žilo 117 obyvatel (z toho 64 mužů) německé národnosti. Kromě dvou členů neuváděných církví byli římskými katolíky. Podle sčítání lidu z roku 1930 měla vesnice 165 obyvatel: pět Čechoslováků a 160 Němců. Kromě dvou evangelíků a jednoho člověka bez vyznání se hlásili k římskokatolické církvi.
|                                                                              | 1869 | 1880 | 1890 | 1900 | 1910 | 1921 | 1930 | 1950 | 1961 | 1970 | 1980 | 1991 | 2001 | 2011 | 2021 |
| ---------------------------------------------------------------------------- | ---- | ---- | ---- | ---- | ---- | ---- | ---- | ---- | ---- | ---- | ---- | ---- | ---- | ---- | ---- |
| Obyvatelé                                                                    | 143  | 136  | 129  | 128  | 117  | 117  | 165  | 54   | 52   | 43   | 21   | 16   | 41   | 101  | 82   |
| Domy                                                                         | 19   | 23   | 21   | 23   | 20   | 20   | 23   | 23   | —    | 10   | 8    | 17   | 14   | 23   | 28   |
| Počet domů z roku 1961 je zahrnut v celkovém počtu domů místní části Domina. |      |      |      |      |      |      |      |      |      |      |      |      |      |      |      |

## Obecní správa
Roku 1850 se Krásná Lípa stala samostatnou obcí, kterou zůstala až do padesátých let dvacátého století. Nejpozději k 30. červnu 1960 se stala částí obce Křimov.
Při volbách do obecních zastupitelstev konaných 22. května 1938 v Krásné Lípě žilo 97 voličů. Volby však neproběhly, protože kandidátní listinu podala pouze Sudetoněmecká strana, která se tak automaticky stala vítězem voleb.

## Doprava

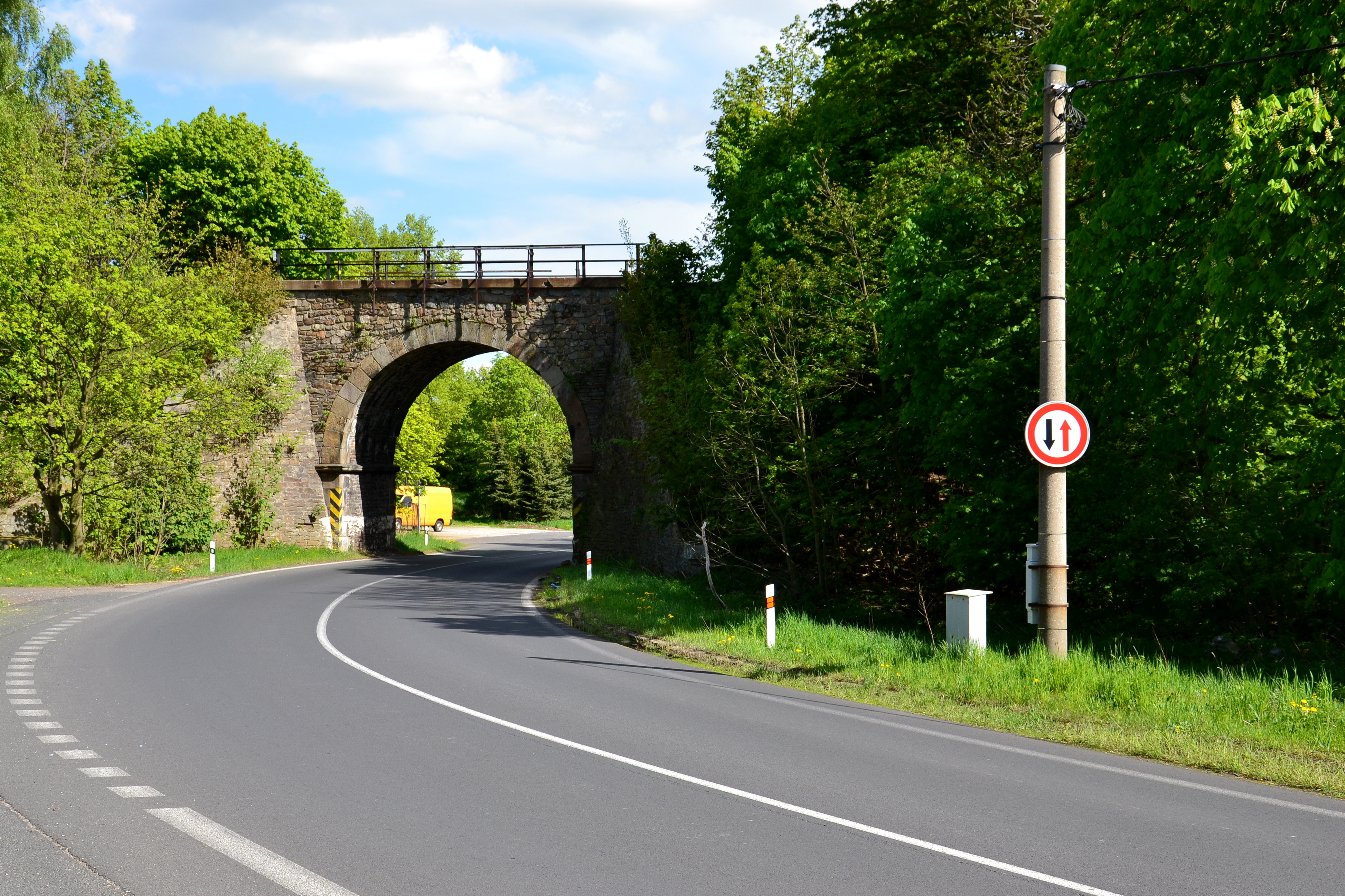
Viadukt železniční trati

Vesnicí vede jediná silnice číslo III/25114 z Chomutova do Hory Svatého Šebestiána, která bývala hlavním dopravním tahem k tamějšímu hraničnímu přechodu. Nahradila ji silnice I/7, která vesnici obchází na jihu údolím Hačky. U silnice stojí zastávka linkové autobusové dopravy. Vesnici ze tří stran obtáčí železniční trať Chomutov–Vejprty, na které se nachází nejbližší železniční zastávka Domina vzdálená asi 600 metrů jihozápadně, ale v jízdním řádu 2015/2016 ji obsluhovaly pouze dva páry vlaků o víkendech v období od května do září.

## Pamětihodnosti
Přibližně uprostřed vesnice stávala pseudorománská kaple Nejsvětější Trojice z roku 1858. Zbořena byla asi v roce 1967. Nedaleko východního okraje vesnice se nachází malé chráněné území přírodní památka Krásná Lípa s výskytem koniklece otevřeného a přibližně jeden kilometr severně od vesnice se na Zámeckém vrchu dochovaly zbytky zaniklého hradu Hausberk. Na východním okraji vesnice se nachází motokrosový areál.